# Asociación de Fútbol de Skåneland
La Asociación de Fútbol de Escania (en sueco: Skånelands Fotbollsförbund, en danés: Skånelandenes Fodboldforbund) fue creado el 5 de abril de 2010. Keyo Ghettson inició la formación de la organización. Él y los otros que ayudaron a establecer la organización tenían el mismo pensamiento de una Escania histórica, cultural y lingüística es la misma región que se ha consolidado el derecho a la independencia. Se consideró que Escania por tanto tenga su asociación de fútbol propia.
Poco después de su formación se aplica a convertirse en un miembro de la NF-Board. Asociación de Fútbol de Escania se convirtió en un miembro de la NF-Board el 10 de abril de 2011. NF-Board es una organización de fútbol de las naciones y las minorías étnicas que no son miembros de la FIFA.
Copa Mundial VIVA es un torneo internacional de fútbol organizado por la NF-Board. Copa Mundial VIVA se juega durante una semana cada dos años. Su objetivo de la Asociación de Fútbol de Escania es que juegue continuamente un equipo de hombres de Escania en la Copa Mundial VIVA. Es posible que desee utilizar jugadores de Halland, Blekinge y Bornholm. Si es posible establecer también un equipo de mujeres de Escania para de la Mujer Copa Mundial VIVA. Otro de los objetivos de la Organización es de Escania que en algún momento en el futuro organizar la Copa Mundial VIVA.